# Kristen French
Kristen Dawn French (10 de mayo de 1976 - 19 de abril de 1992) fue una joven canadiense, víctima de secuestro, violación y asesinato por parte de dos asesinos seriales Karla Homolka y Paul Bernardo.

## Biografía
Al crecer, Kristen fue miembro de un equipo de patinaje que ganó varias medallas mientras asistía al Holy Cross Catholic Secondary School y era un miembro clave del equipo de remo.

## Secuestro y asesinato
Apenas un mes antes de su cumpleaños número 16, mientras caminaba a su casa desde Holy Cross Secondary School, una escuela católica en St. Catharines, Ontario, donde estudiaba secundaria, para el fin de semana de vacaciones de Semana Santa, se le acercaron en la entrada de la iglesia Luterana dos asesinos en serie, Karla Homolka y Paul Bernardo con la excusa que necesitaban una dirección. Mientras Kristen ayudaba a Homolka con las direcciones del mapa, Bernardo la atacó por detrás y la obligó a entrar al auto a punta de cuchillo. Era jueves 16 de abril de 1992 y su secuestro fue visto por varios testigos. Durante sus tres días de cautiverio, la pareja grabó mientras la torturaban y sometían a la chica de 15 años a la humillación y degradación sexual, obligándola también a beber grandes cantidades de alcohol antes de asesinarla el 19 de abril de 1992. Su cuerpo desnudo fue encontrado en una fosa a varios kilómetros de distancia en una calle paralela en el norte de Burlington el 30 de abril de 1992, aproximadamente a una milla de la tumba de Leslie Mahaffy, otra víctima de Bernardo y Homolka..